# Rohr im Burgenland
Rohr im Burgenland (węg. Nád) – gmina w Austrii, w kraju związkowym Burgenland, w powiecie Güssing. Według Austriackiego Urzędu Statystycznego liczyła 390 mieszkańców (1 stycznia 2014).